# Marigot (Dominika)
Marigot – miasto we Wspólnocie Dominiki, w parafii świętego Andrzeja. W 2008 roku wieś zamieszkiwało 2670 osób - czwarta co do wielkości miejscowość kraju.